# 特羅斯基 (明尼蘇達州)
特羅斯基（英語：Trosky）是一個位於美國明尼蘇達州派普斯通縣的城市。

## 歷史
特羅斯基於1884年成立，目前尚未清楚特羅斯基的語源。同年設立營運至今的郵局，1893年升格為城市。

## 人口
根據2020年美國人口普查的數據，特羅斯基的面積為3.65平方千米，皆為陸地。當地共有人口98人，而人口密度為每平方千米27人。